# Austromartyria porphyrodes
Austromartyria porphyrodes là một loài bướm đêm thuộc họ Micropterigidae. Nó là loài duy nhất ở những vùng có lượng mưa lớn ở Atherton Tableland, bắc Queensland.
Chiều dài cánh trước khoảng 3.5 mm đối với con đực và 4 mm đối với con cái.